# 銀時計
銀時計（ぎんどけい）とは、純銀や銀鍍された時計、あるいは銀色光沢のケースの時計である。

## 恩賜の銀時計
明治維新から第二次世界大戦までは、帝国大学、学習院、商船学校、陸軍士官学校や陸軍騎兵学校等軍学校において、成績優秀者（首席・次席）に対して、天皇からの褒章として銀時計が授与された。天皇（または代理）から、臨席の卒業式で与えられ、至高の名誉と見なされた。銀時計を授与された者は「銀時計組」と呼ばれた。
授与対象者等には変化があり、1944年（昭和19年）3月の海軍大学校の卒業式では、優等卒業生3人に長剣または銀時計の下賜が、また、同年4月に行われた陸軍士官学校における卒業式では、優等卒業生15人に銀時計が下賜されている。
軍学校から始まり、帝国大学等に対象が広がった。東京帝国大学では。明治32年（1899年）に初めて卒業式に明治天皇の臨幸があり、この際に御下賜銀時計を授了する者が選定され、以降毎年優等生選定が行われた。大正7年（1918年）まで授与制度は続き、323人が授与対象になった。選定基準は必ずしも明確ではないが、成績に加え人格も評価され、各分科1名と決まっていたわけではない。この制度は「恩賜を拝するの栄誉に欲せんが為めに努力勉励し、只管（ただひたすら）他に優らんことを欲するの弊」を生み批判の対象となっていた。
時計本体は精工舎の「エキセレント」であり、高価ではあっても市販で購入可能なものであった。ただ本体裏面に「御賜」と打刻され、氏名や所属は学士会月報や官報、卒業証書授与式名簿などに採録された。
文学作品に採り上げられた例として夏目漱石の『虞美人草』がある。登場人物の一人・小野は大学で銀時計を授与された秀才、という設定である。なお漱石自身は当時の東京大学英文科のたった一人の卒業生であったが、卒業（1893年）時点では恩賜の制度は無かった。

## 名古屋駅の銀時計
JR名古屋駅構内にあるオブジェ。待合スポットとして有名。